# Melker Falkenberg (1677–1716)
Melker Falkenberg (af Bålby), född 22 maj 1677, död 14 april 1716, var en svensk militär.
Melker Falkenberg var son till vice hovrättspresidenten Henrik Georg Falkenberg och Christina Elisabet Natt och Dag. Han blev student vid Uppsala universitet 1690, menig vid Oxenstiernas regemente i Holland 1696, fänrik där 1697 och blev 1700 löjtnant i svensk tjänst. Falkenberg blev regementskvartermästare vid Upplands tremänningsinfanteriregemente 1700, kapten där 1703, major i De la Gardies livländska regemente 1707, major vid Västmanlands regemente 1709 och överstelöjtnant 1710. Han var överste och tillförordnad chef för Västmanlands regemente 1712–1716. Han avled dagen efter andra slaget vid Moss där han träffats av en muskötkula i bröstet.